# Mars 1949

## Évènements
- 1er mars : 
  - le champion Joe Louis annonce qu'il se retire de la boxe alors qu'il détient le titre de champion du monde poids-lourd.
  - Premier vol du chasseur Ouragan 450, premier avion à réaction construit par Dassault.

- 4 mars : les forces israéliennes lancent une dernière offensive sur le sud du Néguev et atteignent la mer Rouge. Les britanniques prennent position à Akaba pour protéger la Jordanie. Le cessez-le-feu est rétabli le 11 mars.

- 7 mars : premier vol commercial passager de la compagnie Allegheny Airlines, future US Airways.

- 11 mars : nouvelle Constitution en Argentine[1].

- 14 mars : au Québec, une section de la voie ferrée de la Johns Manville est dynamitée par des saboteurs à Danville.

- 14 - 16 mars : sur proposition de son gouvernement (11 mars), l’Italie rejoint l’OTAN à la suite d’un long débat parlementaire.

- 20 mars : fondation du club marocain omnisports connu pour sa section de football, le Raja de Casablanca, par une troupe théâtrale baptisée FATH. Affani Mohamed Ben Lahcen dit « Père Jégo » a été parmi les fondateurs du club avec Hejji Benabadji, Mahjoub Ben Seddik, Boujemaa Kadri et Kacem Kassimi.

- 21 mars : au Québec, une échauffourée entre policiers et grévistes donne lieu à 6 arrestations à Asbestos.

- 25 mars :
  - Arrestation du dirigeant communiste portugais Álvaro Cunhal qui est emprisonné à Peniche (évasion en 1960).
  - Lors d'une émission radio de la BBC, Fred Hoyle invente le terme “Big Bang” pour se moquer des idées de George Gamow.

- 27 mars : Grand Prix automobile de Rio de Janeiro.

- 29 mars : en France, Jean Prouvost fonde l'hebdomadaire Paris Match.

- 30 mars : coup d’État en Syrie des officiers Adib Chichakli et Husni al-Zaim, liés au parti socialiste arabe de Akram Hourani, encouragé par la CIA. Ils arrêtent tous les dirigeants du pays. Zaim se fait nommer maréchal et établit de nombreuses réformes visant à laïciser la société et donne aux femmes des droits politiques.

- 31 mars : Terre-Neuve devient officiellement la dixième province canadienne[2].
- 31 mars : Création de la nouvelle marque Petit-Bateau

## Naissances
- 2 mars : 
  - Alain Chamfort, chanteur-compositeur français.
  - Isabelle Mir, skieuse alpin française
  - Francisco Robles Ortega, cardinal mexicain, archevêque de Monterrey.
  - JPR Williams, joueur de rugby à XV gallois
- 3 mars :
  - Bonnie J. Dunbar, astronaute américaine.
  - Elijah Harper, homme politique canadien.
  - Guy Mansfield, pair et avocat britannique.
  - James S. Voss, astronaute américain.
- 4 mars : 
  - Francisco Ruiz Miguel, matador espagnol.
  - Karel Loprais, pilote automobile tchèque de rallyes († 30 décembre 2021).
- 5 mars : 
  - Soibahadine Ibrahim Ramadani, personnalité politique française.
  - Bernard Arnault, homme d'affaires français.
- 8 mars :
  - Teófilo Cubillas, footballeur péruvien
  - Barthold Kuijken, flûtiste belge.
  - Karel Lismont, coureur de fond belge essentiellement de marathon
  - Hugo Sotil, footballeur péruvien
- 9 mars : 
  - Kalevi Aho, compositeur finlandais.
  - Henry-Jean Servat, écrivain et journaliste français.
- 13 mars :
  - Julia Migenes, soprano américaine.
  - Yuri Skobov, skieur de fond soviétique, champion olympique en relais 4 × 10km lors des Jeux de Sapporo (1972).
- 14 mars : Garth Turner, journaliste et politicien canadien.
- 15 mars : Michel Angot, indianiste et écrivain français († 8 avril 2024).
- 16 mars :
  - Victor Garber, acteur canadien.
  - Elliott Murphy, auteur-compositeur-interprète américain.
- 17 mars :
  - Patrick Duffy, acteur américain.
  - Daniel Lavoie, chanteur canadien.
- 18 mars : Jacques Secrétin, pongiste français
- 19 mars : Valery Leontiev, est un chanteur pop russe
- 20 mars :
  - Josip Bozanić, cardinal croate, archevêque de Zagreb.
  - Carl Palmer, batteur britannique de groupe de rock progressif Emerson, Lake & Palmer
- 21 mars : Eddie Money, chanteur américain († 13 septembre 2019).
- 22 mars : Fanny Ardant, actrice française.
- 23 mars : Ric Ocasek, chanteur américain du groupe new wave The Cars
- 24 mars :
  - Ruud Krol, footballeur néerlandais
  - Nick Lowe, chanteur, compositeur et producteur britannique.
  - Ranil Wickremesinghe, homme politique sri-lankais.
- 25 mars : Philippe de Villiers, homme politique français.
- 26 mars :
  - Milagros Palma, anthropologue franco-nicaraguayenne.
  - Gerard van Maasakkers, auteur-compositeur-interprète néerlandais
- 29 mars :
  - Fanny Ardant, actrice française.
  - Pauline Marois, cheffe du Parti québécois.
- 30 mars : Liza Frulla, politicienne québécoise.

## Décès
- 11 mars : le général Henri Giraud (né en 1879), militaire et homme politique français.
- 24 mars : Adolphe Bühl (né en 1878), mathématicien et astronome français.
- 27 mars : Rosa Fitinghoff, romancière suédoise (° 5 mai 1872).
- 28 mars : Grigoraș Dinicu, compositeur et violoniste roumain (° 3 avril 1889).
- 29 mars : Helen Homans, joueuse de tennis américaine. (née en 1878 ou 1879).
- 30 mars : Friedrich Bergius (né en 1884), chimiste allemand.